# 哈瑟里希
哈瑟里希是德国莱茵兰-普法尔茨州的一个市镇。总面积4.45平方公里，总人口213人，其中男性113人，女性100人（2011年12月31日），人口密度48人/平方公里。